# 塞茨貝格山
47°39′04″N 11°47′06″E / 47.65111°N 11.78489°E

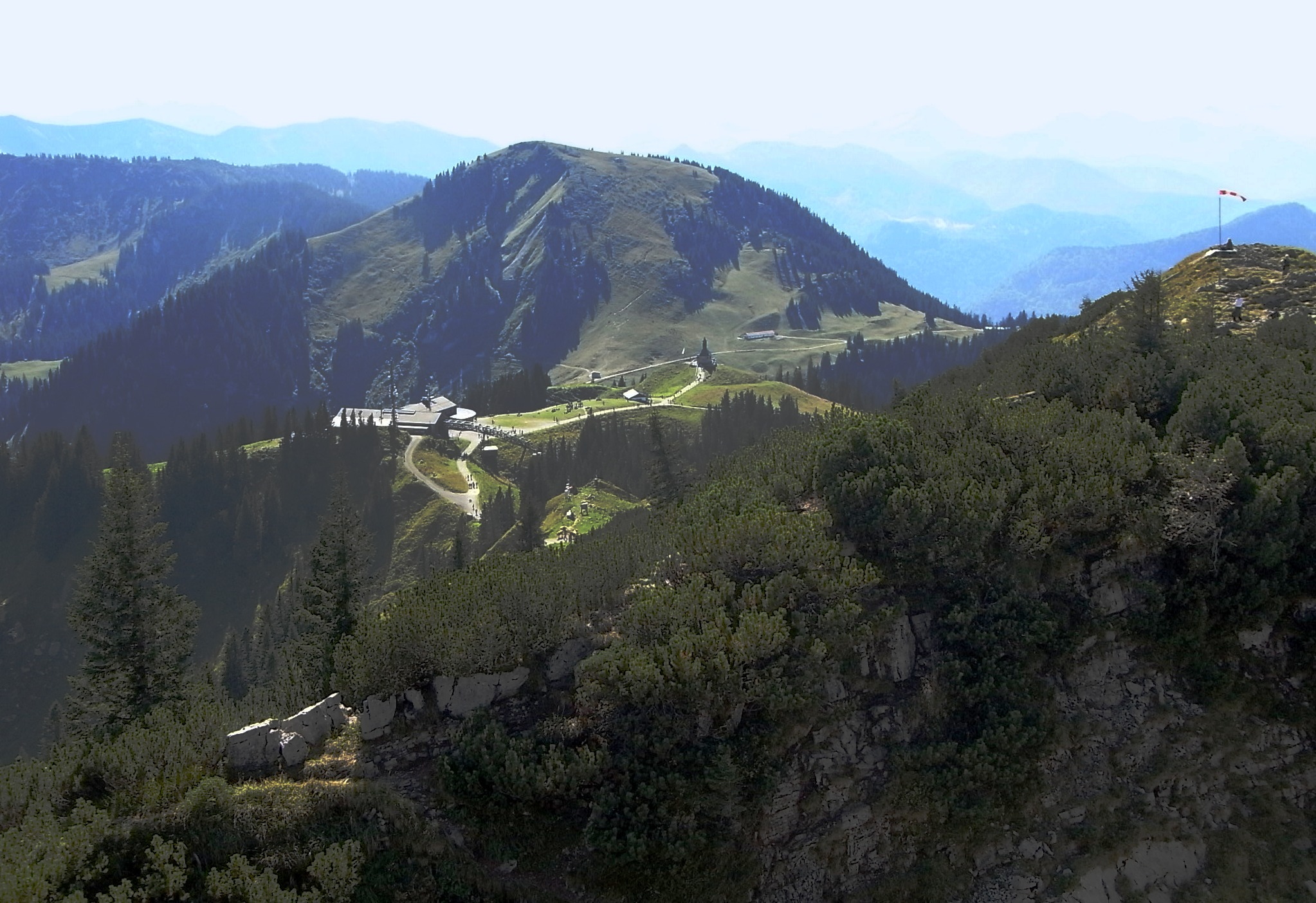

塞茨貝格山（德語：Setzberg），是德國的山峰，位於該國東南部，由巴伐利亞負責管轄，屬於芒法爾山脈的一部分，海拔高度1,712米，每年平均降雨量1,764毫米。